# Swing Kids - Giovani ribelli
Swing Kids - Giovani ribelli (Swing Kids) è un film del 1993 diretto da Thomas Carter. La pellicola è ambientata negli anni trenta in Germania e affronta il problema dell'adolescenza durante la seconda guerra mondiale.
Il film è uno dei più odiati dal critico Roger Ebert, che accusa il film di ignorare l'antisemitismo e di far apparire Hitler come "cattivo non perché mostrava manie genocide ma perché non lasciava che i ragazzi dello swing ballassero tutta la notte".

## Trama
(Thomas Berger interpretato da Christian Bale)
Durante l'ascesa del nazismo, appena prima della seconda guerra mondiale, alcuni adolescenti tedeschi tra i quali Peter, Thomas e Arvid frequentano locali nei quali si suona lo swing, nuova corrente musicale proveniente dall'America. I ragazzi si scatenano in balli frenetici definendosi Swing Kids (ragazzi dello swing). In alcune occasioni, le loro serate vengono interrotte violentemente dalle incursioni di ragazzi appartenenti alla gioventù hitleriana, che vigila sul comportamento dei cittadini. Tra di loro, si trova Emil un ex amico del gruppo di giovani, forte sostenitore dello swing prima del suo arruolamento. Il cambiamento del loro amico spinge i tre ragazzi a promettersi che non entreranno mai a far parte della gioventù hitleriana a loro volta.
Peter è orfano di padre, un famoso violinista ucciso per le sue idee politiche; Thomas è figlio di un ricco imprenditore e Arvid è un eccellente chitarrista che sfoga con la sua musica il difetto di non poter danzare a causa di una menomazione ad una gamba. Arvid si suicida con un pezzo di disco nella vasca da bagno. Durante una bravata fatta da Thomas e Peter (il furto di una radio da regalare ad Arvid), Peter viene costretto dal capo della Gestapo Knopp, che frequenta la sua casa per un'infatuazione verso la signora Müller, ad arruolarsi per evitare altre complicazioni. Thomas, che tra gli amici è il più impulsivo e menefreghista, lo segue nell'arruolamento per dargli manforte.
Ma la volontà di Thomas viene messa a dura prova, dato che la campagna mentale di propaganda all'interno del gruppo di giovani nazisti è molto convincente e il ragazzo diventa anch'esso un sostenitore delle idee naziste, come lo è diventato il loro ex amico Emil. Denuncia suo padre per aver parlato male di Adolf Hitler e minaccia anche di denunciare il suo amico Peter perché non vuole conformarsi alle idee del loro gruppo. Peter non si fa condizionare e grazie all'aiuto di una signora alla quale consegna dei libri, capisce come deve comportarsi per non venire meno agli insegnamenti che gli aveva dato suo padre. Si reca quindi in un locale swing e comincia a scatenarsi fino all'incursione dei giovani nazisti che con violenza sfollano la sala. Tra questi, vi è Thomas che invece di aiutare Peter a fuggire, lo aggredisce violentemente e cerca di ucciderlo. Durante la colluttazione, Peter dice all'amico che lui non è come gli altri nazisti e di ricordarsi com'era prima di quella propaganda. La Gestapo mette Peter su un furgone diretto ai lavori forzati e mentre il mezzo si allontana, Thomas (che si è rinsavito dopo le parole dell'amico) saluta con il gesto del saluto nazista Peter, pronunciando la frase Swing Heil! al posto del convenzionale Sieg Heil!

## Personaggi
- Peter Müller, ragazzo adolescente con il debole per la musica jazz e swing. Insieme a Thomas frequenta di nascosto dalla polizia nazista i club dove si suona e si balla;
- Thomas Berger, grande amico di Peter che però gli gira le spalle, salvo poi tornare sui suoi passi;
- Arvid, terzo membro della banda degli Swing Kids. Arvid è un eccellente chitarrista e ha una menomazione a una gamba che lo fa zoppicare, quindi non può scatenarsi sulla pista da ballo come i suoi amici;
- Signora Müller, vedova e madre di Peter e di Willi;
- Comandante della Gestapo Knopp. Ha un debole per la signora Müller e tiene d'occhio i suoi figli;
- Willi Müller, fratello minore di Peter. Adora il fratello essendo l'unica figura maschile rimasta in casa;
- Emil Lutz, anche Emil faceva parte del gruppo degli Swing Kids ma quando si arruola nella gioventù hitleriana diventa violento e aggredisce Arvid spezzandogli due dita e impedendogli di suonare ancora;
- Helga, una donna che aiuta Peter a capire cosa fare del suo futuro senza rinnegare le sue idee.

## Riconoscimenti
- 1994 - American Choreography Awards
  - Premio per le migliori coreografie a Otis Sallid[2];
- 1994 - Young Artist Awards
  - Candidatura come migliore attore a Christian Bale, Robert Sean Leonard, David Tom e Frank Whaley[2].

## Date di uscita
| Date di uscita internazionali | Date di uscita internazionali    | Date di uscita internazionali | Date di uscita internazionali |
| Paese                         | Titolo film                      | Date                          |                               |
| ----------------------------- | -------------------------------- | ----------------------------- | ----------------------------- |
| U.S.A.                        | Swing Kids                       | 5 marzo 1993                  |                               |
| Svezia                        | Swing Kids - de sista rebellerna | 21 maggio 1993                |                               |
| Germania                      | Swing Kids                       | 27 maggio 1993                |                               |
| Regno Unito                   | Swing Kids                       | 11 giugno 1993                |                               |
| Spagna                        | Rebeldes del swing               | 24 giugno 1993                |                               |
| Francia                       | Swing Kids                       | 21 luglio 1993                |                               |

### Versione italiana
La direzione del doppiaggio italiano è di Renato Izzo e Giorgio Piazza, su testi a cura di Alberto Piferi, per conto di Gruppo Trenta con le voci della C.D.C.